# Aecjusz (imię)
Aecjusz – męskie imię łacińskie. Prawdopodobnie pochodzi od greckiego słowa αετος (Aetos), znaczącego "orzeł". 
Znane osoby noszące to imię Aecjusz
- Aecjusz z Antiochii (ok. 313–365 lub 367) – duchowny ariański
- Aecjusz Flawiusz (ok. 390–454) – polityk i wódz rzymski
- Ezio Gamba – włoski judoka, dwukrotny medalista olimpijski